# Ophiomyia blepharidis
Ophiomyia blepharidis är en tvåvingeart som beskrevs av Spencer 1960. Ophiomyia blepharidis ingår i släktet Ophiomyia och familjen minerarflugor. Inga underarter finns listade i Catalogue of Life.